# Цапа (Месина)
Цапа је насеље у Италији у округу Месина, региону Сицилија.
Према процени из 2011. у насељу је живело 145 становника. Насеље се налази на надморској висини од 774 м.